# Asporça Hatun
Asporça Hatun (en turco otomano: آسبورجه خاتون‎) (Imperio Bizantino, c.1300 — Bursa, c.1362), nacida como Asporsha Paleóloga, fue una princesa bizantina, hija del emperador bizantino Andrónico III Paleólogo y de su esposa, Irene de Montferrato. Ella fue la segunda consorte del sultán otomano Orhan I.

## Biografía
Los orígenes de Asporça están en disputa. Según las fuentes, nació como Asporsha Paleóloga era hija del emperador Andrónico II Paleólogo y de su segunda esposa, Irene de Montferrato.
En 1316, Orhan se casó con la princesa Asporsha, pero a pesar del matrimonio, la guerra con el Imperio bizantino continuó. Después de su matrimonio se convirtió al Islam como la  esposa de Orhan, Nilüfer Hatun, y al igual que ella de origen  bizantino. En ese mismo año dio a luz a Şehzade Ibrahim, comandante de Eskişehir.
El nacimiento de Ibrahim fue seguido por el nacimiento de Fatma Hatun y Selçuk Hatun. 
En septiembre de 1323, su suegro, Osman I, le concedió dos aldeas, Narlı y Kiyaklı, que luego transfirió a sus descendientes, convirtiéndose en su hijo Ibrahim en heredero.

## Muerte
Murió en 1362 poco después de la ejecución de su hijo, algunos creen que se suicidó. Fue enterrada en la tumba de su esposo, Orhan, junto con su otra esposa, Nilüfer Hatun, llamada Gumiuslu Kubet en Bursa.
Sin embargo, los enterramientos imperiales de Bursa fueron restaurados en el siglo XIX debido a siglos de terremotos e incendios, y actualmente el sarcófago de Asporça se encuentra en el türbe de Osman I.

## Descendencia
Tuvo tres hijos junto a Orhan pero hay poca información sobre ellos. Historiadores debaten que tuvo más hijos:
- Şehzade Ibrahim (1316 — 1362), gobernador de Eskişehir y pretendiente al trono otomano, fue ejecutado por su hermano Murad en 1362;
- Şehzade Şerefullah (? —?)[4]
- Fatma Hatun (¿? — ¿?), se desconoce si se casó, pero estaba viva en 1362;
- Selçuk Hatun (¿? — ¿?), se desconoce si se casó, pero estaba viva en 1362